# 霍子衡
霍子衡（16世紀—1647年），字覺商，廣東廣州府南海縣人，明朝、南明政治人物。

## 生平
霍子衡是萬曆三十四年（1606年）丙午科舉人，自海康教諭改任國子監助教、戶部司務、主事、員外郎、郎中；外任袁州知府，期間清正廉潔，聲譽顯著。蘇觀生立唐王朱聿𨮁為帝，起用他為太僕卿；廣州失陷，他向妾侍莫氏及三名兒子霍應蘭、霍應荃、霍應芷說：「遇到危難時不苟且偷生是禮儀，你們知道嗎？」三子都說：「惟大人命。」他寫下「忠孝節烈之家」六個大字懸掛在中堂，換上朝服北向再拜，又轉穿緋袍謁拜家廟，之後投井自殺，莫氏跟從。霍應蘭與妻子梁氏及女兒霍十姑、霍應荃與霍應芷及妻子徐氏、區氏、小婢亞長也相繼投井，只有三名孫子存活。

## 引用
1. 1 2  錢海岳《南明史·卷四十四·列傳第二十》：霍子衡，字覺商，南海人。萬曆三十四年舉於鄉。繇海康教諭歷國子助教，戶部司務主事、員外郎、郎中，出為袁州知府，廉潔自持，政聲丕著。
2. ↑  錢海岳《南明史·卷四十四·列傳第二十》：蘇觀生立唐王聿鐭為帝，擢太僕卿。廣州陷，語妾莫及三子應蘭、應荃、應芷曰：「禮臨難無苟免，若輩知之乎？」三子皆曰：「惟大人命。」子衡援筆大書「忠孝節烈之家」六字，懸諸中堂，易朝服北向再拜，又易緋袍謁家廟，先赴井，莫從之。應蘭偕妻梁及女十姑繼之。應荃、應芷偕其妻徐、區又繼之。惟三孫得存。有小婢亞長見之，亦從井死。